# Athanásios Tsakálof
Athanásios Tsakálof (grec moderne : Αθανάσιος Τσακάλωφ; russe : Атанасиос Цакалоф) est l'un des trois apôtres et fondateurs de la Filikí Etería. Selon certaines données, il est bulgare,.
En tant qu'étudiant, il part pour Moscou, d'où avant la campagne de Russie il s'installe à Paris, fondant un "Hôtel de langue grecque" dans la capitale française. Parmi les visiteurs de "l'hôtel" se trouve Marie-Gabriel-Florent-Auguste de Choiseul-Gouffier.
En 1813, il revient à Moscou. En 1817, il se rend à Istanbul, à Smyrne, dans le Magne et à Pise. Sa mission est secrète et chargée de l'exécution de certains traîtres dans l'affaire. De Pise, il a traversé Vienne en Valachie où il a participé à la révolution de 1821 en Moldavie et Valachie, après quoi il a rejoint la guerre d'indépendance grecque. Jusqu'en 1832, il était un participant actif aux événements qui ont conduit à l'indépendance de la Grèce, en tant que représentant de son Épire/Vagenetia natale.
Après l'assassinat de Ioánnis Kapodístrias, il a laissé le royaume de Grèce nouvellement formé déçu et s'est installé à Moscou, où il est resté "silencieux par conspiration" pour le reste de sa vie. Il n'y a qu'une correspondance sporadique avec Emmanouíl Xánthos,.